# Weir, Texas
Weir là một thành phố thuộc quận Williamson, tiểu bang Texas, Hoa Kỳ. Năm 2010, dân số của xã này là 450 người.

## Dân số
- Dân số năm 2000: 591 người.
- Dân số năm 2010: 450 người.